# Mainzed
Das mainzed ([maɪ̯nt͡sed]; Akronym für Mainzer Zentrum für Digitalität in den Geistes- und Kulturwissenschaften) ist ein Netzwerk zur Bündelung der digitalen Kompetenzen in sechs wissenschaftlichen Einrichtungen am Wissenschaftsstandort Mainz.
Es wurde im Rahmen der Akademischen Jahresfeier der Akademie der Wissenschaften und der Literatur Mainz am 6. November 2015 gegründet. Zu den Partnerorganisationen des mainzed zählen die Akademie der Wissenschaften und der Literatur Mainz, die Hochschule Mainz, das Institut für Geschichtliche Landeskunde Rheinland-Pfalz, die Johannes Gutenberg-Universität Mainz, das Leibniz-Institut für Europäische Geschichte und das Leibniz-Zentrum für Archäologie (vormals RGZM).

## Geschichte

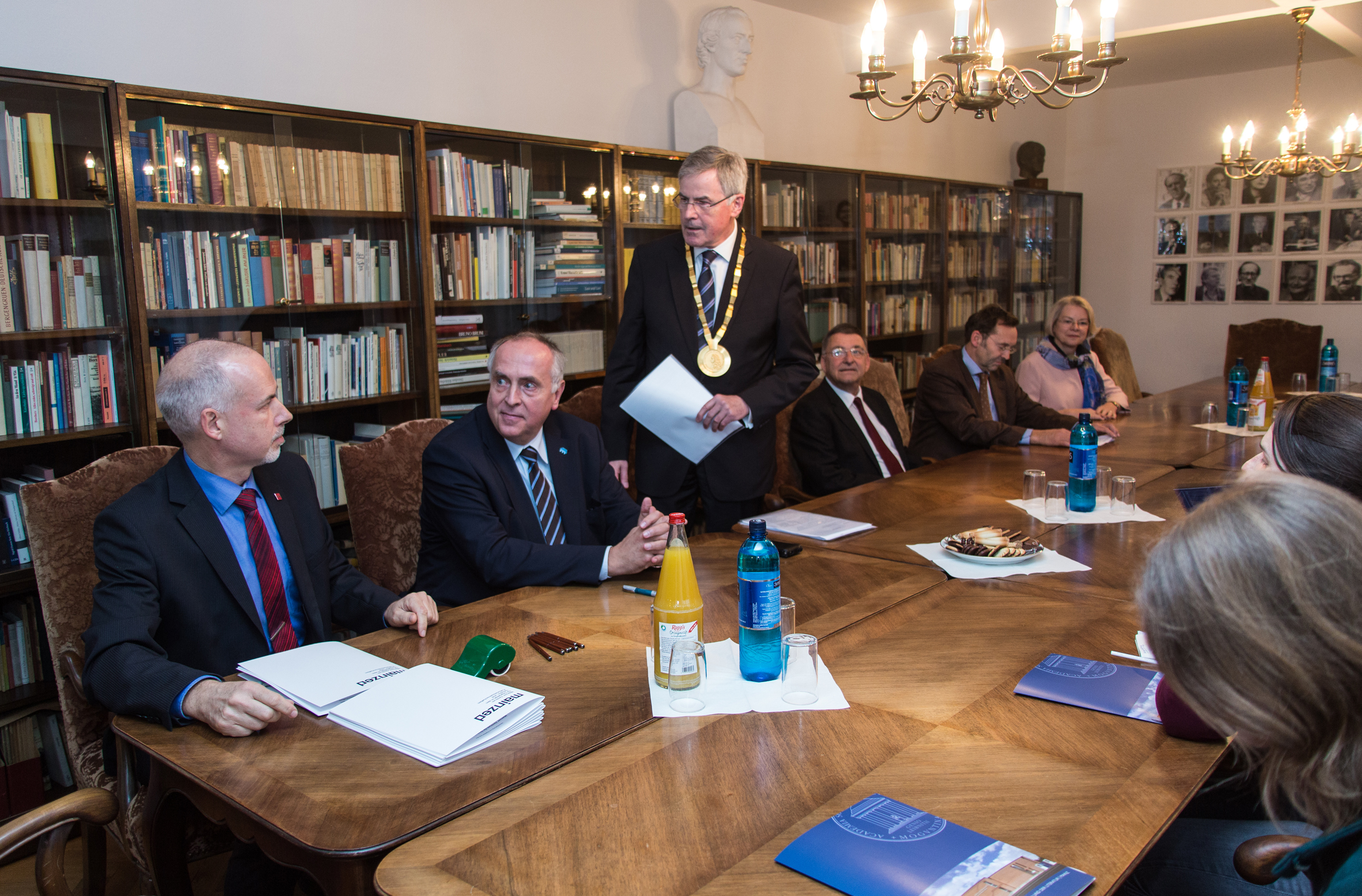
Foto der feierlichen Unterzeichnung der Vereinbarung zur Gründung des mainzed in der Akademie der Wissenschaften und der Literatur Mainz am 6. November 2015. Zu sehen sind von links nach rechts: Georg Krausch (JGU), Gerhard Muth (HS Mainz), Gernot Wilhelm (ADW), Michael Matheus (IGL), Falko Daim (RGZM), Irene Dingel (IEG). Fotograf: Ernst-Dieter Hehl.

Das mainzed basiert auf unterschiedlichen, langjährigen Kooperationen zwischen den Mainzer Einrichtungen. Die 2009 gegründete Digitale Akademie, eine Forschungs- und Entwicklungseinrichtung für Digital Humanities der AdW Mainz, pflegt enge Verbindungen zum Institut für Geschichtliche Landeskunde Rheinland-Pfalz e. V., dem Leibniz-Institut für Europäische Geschichte und den Mainzer Hochschulen. Das Leibniz-Zentrum für Archäologie betreibt seit 1997 gemeinsam mit dem i3mainz – Institut für Raumbezogene Mess- und Informationstechnik an der Hochschule Mainz das Kompetenzzentrum „Raumbezogene Informationstechnik in den Geisteswissenschaften“. Im Herbst 2013 gründete sich mithilfe der Mainzer Wissenschaftsallianz der informelle „Verbund DHMainz“, das den Digital Humanities Tag 2014 in Mainz inhaltlich vorbereitet hat, in dessen Rahmen erste Planungen für eine Verstetigung der Initiative entstanden.

## Aufgaben
Die sechs Partner haben mainzed mit dem Ziel gegründet, die Transformation der geistes- und kulturwissenschaftlichen Disziplinen im Zuge der Digitalisierung am Wissenschaftsstandort Mainz infrastrukturell zu begleiten und praktisch umzusetzen. Das mainzed ist tätig in der Forschung, der Unterstützung von Forschung, der Qualifizierung und dem Transfer. Zudem bildet es eine soziale Forschungsinfrastruktur. So bietet Wissenschaftlern aller Qualifizierungsstufen ein Netzwerk zum Austausch von Wissen, der Entwicklung von Projekten und dem Ausbau von Forschungsschwerpunkten.
Auswahl der vertretenen Kompetenzen im Netzwerk:
- 3D-Messdaten und -Modelle
- Archäologie
- Archäoinformatik
- Content-Management
- Digitale Edition
- Digitale Kunstgeschichte
- Geschichte
- Geoinformatik
- Grammatische Variation
- Historische Digital Literacy
- Historische Netzwerkforschung
- Informatik
- Musikwissenschaft, Musikinformatik
- Forschungsdatenmanagement
- Religionswissenschaften
- Semantische Modellierung, Semantic Web
- Sprachverarbeitung, Sprachwandel
- TUSTEP / TUSCRIPT
- Webentwicklung

Das mainzed hat die Entwicklung des hochschulübergreifenden Masterstudienganges „Digitale Methodik in den Geistes- und Kulturwissenschaften“ organisatorisch und konzeptionell vorgenommen. Seit 2016 können jeweils zum Wintersemester 24 Studierende das 4 Semester umfassende Studium aufnehmen. Voraussetzung ist ein Bachelor in einem Geistes- oder Kulturwissenschaftlichem Fach oder einem mit einem Schwerpunkt in der Informatik. Der Leiter des Studiengangs und Direktor vom mainzed, Kai-Christian Bruhn, hat am 5. Dezember 2017 in Anerkennung seiner interdisziplinären Lehr- und Forschungsarbeit den Akademiepreis des Landes Rheinland-Pfalz erhalten. Das mainzed ist Initiator zahlreicher Veranstaltungen, durch die der Dialog mit der Öffentlichkeit gelingt. Als beispielhaft dafür kann die im Jahr 2016 organisierte Fishbowl-Diskussion zum Thema „digitalität und diversität – die Geisteswissenschaften im Jahr 2026“ gesehen werden. In der Keynote befasste sich die Medienwissenschaftlerin Mercedes Bunz mit der technologiekritischen Debatte in Deutschland. Im November 2016 war das mainzed zusammen mit dem Institut für Geschichtliche Landeskunde an der Universität Mainz e.V., der Friedrich-Ebert-Stiftung und dem Open History e.V. Gastgeber des histocamp, am Abend des ersten Tages gab es eine durch das mainzed organisierte Abendveranstaltung. Im Jahr 2017 gab es unter anderem die zweite Fishbowl-Diskussion mit Thema „Bereit zu teilen?“ und ein Get Together der Rhein-Main-Universitäten mit einer Keynote von Joscha Bach.
2018 hat mainzed sich an der Gründung des Kompetenzteams für Forschungsdaten an der Johannes Gutenberg-Universität Mainz beteiligt.

## Organisationsstruktur
Gründungsdirektor des mainzed ist Kai-Christian Bruhn. Stellvertretender Direktor war Klaus Pietschmann, der 2022 von Gerhard Lauer abgelöst wurde. Der wissenschaftliche Beirat, der sich aus Vertretern der Partnereinrichtungen zusammensetzt, besteht aus Klaus Böhm, Alexandra W. Busch, Johannes Paulmann, Jörg Rogge, Torsten Schrade und Kai-Michael Sprenger. Die geschäftsführenden Direktoren waren Anne Klammt (DFK Paris), Henrike Backhaus (interim), Hubert Mara (2020–2021) und ab 2023 Agnes Thomas. Das mainzed kann aktuell keine Fördermittel einwerben. Alle aus dem Netzwerk gemeinsam eingeworbenen Mittel zur Forschungsförderung werden entsprechend der Anträge zur Förderung bei den sechs Partnern verausgabt.

## 6. Jahrestagung des DHd
Im März 2019 führte das mainzed in Kooperation mit dem Centrum für digitale Forschung in der Geistes-, Sozial- und Bildungsforschung (CEDIFOR) und dem Verband Digital Humanities im deutschsprachigen Raum e.V. (DHd) die 6. Jahrestagung des Verbandes durch. Die Jahrestagung war die von der Teilnehmerzahl her größte wissenschaftliche Konferenz zu den Digital Humanities im deutschsprachigen Raum.

## Nationale Forschungsdateninfrastruktur
Verbundpartner des mainzed sind in vier geisteswissenschaftlichen Konsortien der im Aufbau befindlichen Nationale Forschungsdateninfrastruktur (NFDI) als participants und co- sowie main-applicants vertreten:
- NFDI4Culture[25] (Main-Applicant: Akademie der Wissenschaften und der Literatur)
- NFDI4Memory[26] (Main-Applicant: Leibniz-Institut für Europäische Geschichte Mainz)
- NFDI4Objects[27] (Co-Applicant Hochschule Mainz)
- Text+[28] (mehrere Institutionen im Participant-Status)

Diese vier Vorhaben sind zusätzlich über ein Memorandum of Understanding (MOU) verbunden, um überlappende Bereiche sinnvoll abzudecken.